# AmigaE
Amiga E (określana również jako E) to język programowania stworzony przez Woutera van Oortmerssena na platformę Amiga w 1993 roku. Jego oryginalny kompilator nie jest już rozwijany, lecz projekt jest wciąż aktywny dzięki powstającym do dziś nowym implementacjom. W czasach świetności platformy język ten cieszył się wśród jej programistów dużą popularnością — stworzono w nim m.in. znany amigowy program graficzny Photogenics.
Amiga E łączy w sobie cechy wielu różnych języków. Składnia wzorowana jest koncepcyjnie na C, natomiast tworzony kod charakteryzuje się dużą czytelnością. Dostępne funkcjonalności obejmują elastyczny system typów, mechanizm modułów, wyjątki oraz możliwość programowania obiektowego. Oryginalny kompilator został napisany w asemblerze i cechuje się dużą szybkością działania.

## Implementacje

### Amiga E
Pierwszy kompilator, napisany przez Woutera van Oortmerssena w asemblerze M68K. Dodatkowe narzędzia napisane w E. Generuje kod maszynowy M68000.
- Systemy operacyjne: AmigaOS oraz systemy kompatybilne.
- Platformy: AmigaOS z procesorem 68000.
- Status: stabilny, nierozwijany, kod źródłowy dostępny na licencji GNU GPL.

### CreativE
Rozwinięcie oryginalnego kompilatora stworzone przez Tomasza Wiszkowskiego. Dodaje wiele różnych rozszerzeń
- Systemy operacyjne: AmigaOS oraz systemy kompatybilne.
- Platformy: AmigaOS z procesorem 68000, ograniczone wsparcie dla niektórych rozszerzeń późniejszych serii M680x0.
- Status: stabilny, nierozwijany, kod źródłowy dostępny na licencji GNU GPL.

### PowerD
Wzorowany na języku E, lecz niekompatybilny ze względu na różnice w składni. Autorem jest Martin Kuchinka.
- Systemy operacyjne: AmigaOS oraz systemy kompatybilne.
- Platformy: AmigaOS 3.0 68020 CPU+FPU, PPC.
- Status: stabilny, rozwijany, freeware z zamkniętym kodem źródłowym.

### YAEC
Kompilator napisany w języku E. Używa zewnętrznego asemblera oraz linkera. Autorem jest Leif Salomonsson.
- Systemy operacyjne: AmigaOS oraz systemy kompatybilne.
- Platformy: AmigaOS 3.0 68020 CPU+FPU.
- Status: projekt porzucony, niedokończony.

### ECX
Kompilator oraz dodatkowe narzędzia napisane w E. Potrafi się sam skompilować, obsługuje wiele platform oraz dodatkowe rozszerzenia języka. Autorem jest Leif Salomonsson.
- Systemy operacyjne: AmigaOS, AmigaOS 4 and MorphOS.
- Platformy: AmigaOS 3.0 68020, AmigaOS 4, MorphOS.
- Status: stabilny, rozwijany, shareware z zamkniętym kodem źródłowym (w przeszłości program był dostępny na licencji open-source).

### PortablE
Meta-kompilator napisany w E. Obsługuje wiele platform oraz potrafi się sam skompilować. Autorem jest Christoper Handley.
- Systemy operacyjne: Windows, AmigaOS (68000), AmigaOS 4 (PPC) AROS, MorphOS.
- Produkowany kod: C++, Amiga E.
- Status: stabilny, rozwijany, freeware z zamkniętym kodem źródłowym.